# Гакуч
Гакуч (англ. Gahkuch, урду  گاہکوچ ‎) — город на севере Пакистана, в составе территории Гилгит-Балтистан. Является административным центром округа Гхизер.

## География
Город находится в западной части Гилгит-Балтистана, в высокогорной местности, на правом берегу реки Гилгит, на расстоянии приблизительно 48 километров к западу-северо-западу (WNW) от Гилгита, административного центра территории.
Абсолютная высота — 2044 метра над уровнем моря.

## Население
По данным переписи 1998 года численность населения Гакуча составляла 10 142 человека.

## Транспорт
Ближайший аэропорт расположен в городе Гилгит.